# Década de 230
Séculos: (Século II - Século III - Século IV)
Décadas: 180 190 200 210 220 - 230 - 240 250 260 270 280
Anos: 230 - 231 - 232 - 233 - 234 - 235 - 236 - 237 - 238 - 239